# Andrew Stanton
Andrew Christopher Stanton jr. (født 3. december 1965 i Rockport, Massachusetts) er en filminstruktør, manuskriptforfatter, filmproducent og stemmeskuespiller fra USA, kendt for at have instrueret Pixars animerede spillefilm Find Nemo fra 2003, som vandt Oscar for bedste animationsfilm og science fiction animationsfilmen WALL•E fra 2008.

## Udvalgt filmografi
- 1998 – Græsrødderne
- 2003 – Find Nemo
- 2008 – WALL•E
- 2012 – John Carter
- 2012 – Modig
- 2013 – Monsters University